# Sociedade Athlética União Sportiva
Sociedade Athlética União Sportiva, beter bekend als kortweg União Sportiva was een Braziliaanse voetbalclub uit Belém in de staat Pará.

## Geschiedenis
De club werd in 1906 opgericht en was in 1908 een van de vier stichtende leden van het Campeonato Paraense. De club werd meteen kampioen. Doordat andere clubs ontbonden werden vond er geen competitie plaats in 1909, maar wel weer in 1910 en ook nu werd de club kampioen. De club speelde tot 1941 in de hoogste klasse, uitgezonderd seizoen 1932. De club keerde terug van 1961 tot 1963 intussen onder de naam União Esportiva. In 1967 werd de club ontbonden.

## Erelijst
Campeonato Paraense
1908, 1910